# 克拉斯·克龙奎斯特
克拉斯·克龙奎斯特（瑞典語：Claes Cronqvist，1944年10月15日—），瑞典男子足球运动员，司职前锋。他曾代表瑞典国家队参加1970年和1974年国际足联世界杯，其中1970年世界杯止步第一轮，1974年世界杯止步第二轮。